# Csobád
Csobád este un sat în districtul Encs, județul Borsod-Abaúj-Zemplén, Ungaria, având o populație de 708 locuitori (2011). 

## Demografie
Componența etnică a satului Csobád
     Maghiari (80,84%)
     Romi (19,16%)
Componența confesională a satului Csobád
     Romano-catolici (57,91%)
     Greco-catolici (12,85%)
     Reformați (12,43%)
     Fără religie (1,55%)
     Necunoscută (14,83%)
     Atei (0,42%)
Conform recensământului din 2011, satul Csobád avea 708 locuitori. Din punct de vedere etnic, majoritatea locuitorilor (80,84%) erau maghiari, cu o minoritate de romi (19,16%).  Din punct de vedere confesional, majoritatea locuitorilor (57,91%) erau romano-catolici, existând și minorități de greco-catolici (12,85%), reformați (12,43%) și persoane fără religie (1,55%). Pentru 14,83% din locuitori nu este cunoscută apartenența confesională.